# Cryptorhopalum brooksi
Cryptorhopalum brooksi is een keversoort uit de familie spektorren (Dermestidae). De wetenschappelijke naam van de soort werd in 1995 gepubliceerd door Beal.